# Gustavo Adolfo Bécquer

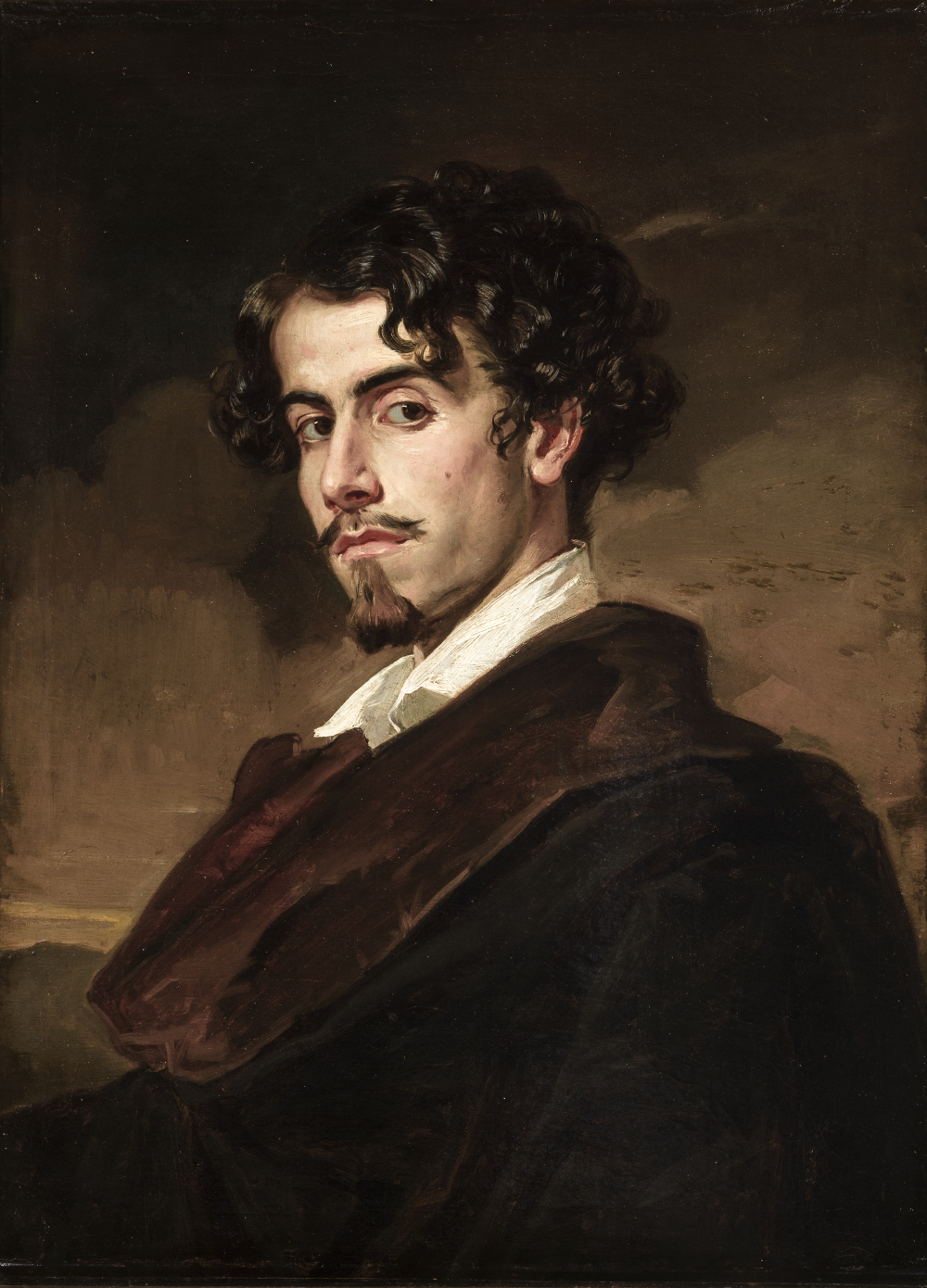
Gustavo Adolfo Bécquer, in 1862 geschilderd door zijn broer Valeriano Domínguez Bécquer (1833-1870)

Gustavo Adolfo Domínguez Bastida (Sevilla, 1836 – Madrid, 1870), kortweg Gustavo Adolfo Bécquer, was een Spaanse toneelschrijver en dichter. Hij wordt tot de bekendste schrijvers van de Spaanse romantiek gerekend.
Zijn bekendste werken zijn de Rimas ("Rijmen") en de Leyendas ("Legendes"), die tegenwoordig doorgaans samen als de Rimas y leyendas worden uitgegeven. Deze gedichten en verhalen vormen een onlosmakelijk onderdeel van de Spaanse literatuur en behoren tot de verplichte stof van middelbare scholieren in de Spaanstalige wereld.